# Himla med ögonen

Himla med ögonen är ett sätt att med kroppsspråk uttrycka sitt ogillande för något,  genom att vända upp blicken.
Att himla med ögonen är, under en debatt, en icke verbal förolämpning mot just det som den andre sagt eller yttrat sig om. Att vända bort blicken när någon pratar eller framför en åsikt är ett tecken på ointresse, eller att säga "Det du säger är inte värt att lyssna på". Kombinerat med en djup suck, eller ihopknipna läppar och att man håller andan, skall det tas som direkt avfärdande.